# Dibe-Belle Vue
Dibe-Belle Vue es una localidad de Trinidad y Tobago, que forma parte de la región de Diego Martín.

## Geografía
La localidad abarca parte de la isla Trinidad y limita al norte con Petit Valley, al sur con Long Circular y St. James (localidades pertenecientes a la ciudad de Puerto España),  al este con Champ Elysees y al oeste con Simeon Road y Upper St. James.

## Demografía
Datos demográficos de la localidad de Dibe-Belle Vue:
| Gráfica de evolución demográfica de Dibe-Belle Vue entre 2000 y 2011 |
|                                                                      |